# Le Bois-Hellain
 Le Bois-Hellain  là một xã thuộc tỉnh Eure trong vùng Normandie miền bắc nước Pháp.